# Xã Ripley, Quận Montgomery, Indiana
Xã Ripley (tiếng Anh: Ripley Township) là một xã thuộc quận Montgomery, tiểu bang Indiana, Hoa Kỳ. Năm 2010, dân số của xã này là 977 người.